# Brigata aeromobile "Friuli"
La Brigata aeromobile "Friuli", con sede a Bologna, è una Grande Unità Elementare dell'Esercito Italiano concepita per esprimere un potenziale bivalente combinando elicotteri e reparti di fanteria aviotrasportata. L'aeromobilità non è da confondersi con l'aerotrasporto (o elitrasporto) che invece trattasi di mera attività logistica anche se effettuata in zona d'operazione.
Dal 2000, con la combinazione di elicotteri da combattimento AgustaWestland AW129, elicotteri di supporto al combattimento, fanteria leggera e una componente di mezzi da combattimento ruotati e cingolati, questa unità è in grado di svolgere compiti in cui sono fondamentali la rapidità d'azione, la sorpresa e la concentrazione di fuoco.
Oltre alle peculiarità di combattimento, la Brigata è in grado di svolgere operazioni militari diverse dalla guerra (MOOTW) quali le operazioni di mantenimento od imposizione della pace ed evacuazione di non combattenti. La Brigata, inoltre, è l'unica unità dell'Esercito italiano abilitata al rilascio delle certificazioni per l'elitrasporto tattico.

## Storia

### La costituzione
In attuazione della legge 29 giugno 1882 si costituisce in Milano il 1º novembre 1884 la Brigata "Friuli" del Regio esercito, contemporaneamente alla formazione dei Reggimenti di fanteria 87° e 88°, che ne fanno parte.

### Prima guerra mondiale
Alla fine di maggio del 1915, all'entrata in guerra dell'Italia nella prima guerra mondiale la Brigata si trovava a Palmanova, entrando in linea nel settore di Monfalcone il 20 agosto, prendendo poi parte tra la fine di ottobre e l'inizio di novembre 1915 alla terza battaglia dell'Isonzo.
All'inizio di gennaio 1916 brigata venne schierata in linea nel settore di Selze, per tornare il 24 aprile nelle trincee di Monfalcone e spostarsi nella seconda metà di maggio nel settore di Ronchi e di monte Sei Busi.
In giugno in seguito alla Strafexpedition di von Conrad sugli Altipiani del Trentino, obbligò la brigata "Friuli" ad un veloce spostamento in Val Frenzela nella zona dell'Altopiano di Asiago, rimanendo fino a fine anno in prima linea sulle posizioni nel tratto monte Zebio–Roccolo–Camporovere.
Alla fine di maggio 1917 la brigata iniziò il trasferimento per tornare sul medio Isonzo, occupando il 29 maggio le trincee della selletta Vodice – monte Santo e successivamente venne destinata nel settore di Plezzo, nell'alto Isonzo. Il 24 ottobre, nella dodicesima battaglia dell'Isonzo, la brigata venne sorpresa nelle trincee di prima linea dal lancio di gas venefici subendo perdite gravissime, con i superstiti che dopo aver ripiegato il 25 ottobre, vennero accerchiati da forze tedesche, con l’87º Reggimento fanteria quasi annientato, e l’88º Reggimento fanteria che dopo cruenta lotta, riuscì a sganciarsi e raggiungere monte Cavallo.
Ridotta ormai a pochi nuclei di soldati la brigata ripiegò verso San Daniele e Sacile, oltrepassando il Piave il 5 novembre, lasciando nella ritirata 120 ufficiali e 2600 soldati.
La Brigata aeromobile "Friuli" rimane nelle retrovie fino ala prima decade di giugno del 1918 quando raggiunse lo sbarramento di Serravalle sul fiume Adige. Il 23 ottobre la brigata "Friuli" venne trasferita nei pressi di Vicenza, dove si trovava alla fine della guerra.
Il 28 dicembre 1926 il Comando di Brigata viene sciolto.

### La Divisione
Nel 1939 per trasformazione della 20ª Divisione di Fanteria "Curtatone e Montanara" venne costituita la 20ª Divisione fanteria "Friuli" che, all'inizio della seconda guerra mondiale, inquadrava l'87º e 88º Fanteria e il 35º Reggimento artiglieria "Friuli". Inizlmente impegnata sul fronte occidentale alpino nel 1940 la Grande Unità ha poi combattuto in Jugoslavia nel 1941-1942 per poi essere rischierata di presidio in Corsica tra il Col de Teghime e Bastia, dove si trovava alla proclamazione dell'armistizio. Successivamente alle vicende armistiziali la Divisione, aderì al Regno del Sud, e in Corsica sostenne con successo fino al 4 ottobre, unitamente ad altre unità italiane, duri scontri con unità tedesche (16. SS-Panzergrenadier-Division "Reichsführer-SS", 90. Panzergrenadier-Division) cacciandole dall'isola con i suoi reparti che operarono nella zona del Col de Teghime, Bastia e Casamozza.
Ai primi di novembre, la Divisione venne trasferita in Sardegna, con compiti di presidio, sicurezza e vigilanza, e quindi nel continente dove nel luglio 1944 a San Giorgio del Sannio venne costituito con reparti provenienti dalla Divisione il Gruppo di Combattimento "Friuli", guidato dal generale Arturo Scattini, che prese parte alla guerra di liberazione.

Il Gruppo di Combattimento "Legnano" entra a Bologna, liberata la mattina del 21 aprile 1945 dal Gruppo di Combattimento "Friuli".

Il 10 febbraio 1945 il Gruppo di combattimento "Friuli" era in linea sulle posizioni difensive di Brisighella. Combattendo le resistenze nemiche a Cuffiano, superato il fiume Senio, giunse per primo, il 14 aprile, ad Imola, procedendo, quindi, lungo la via Emilia verso Bologna, dove i suoi reparti avanzati entrarono il mattino del 21 aprile 1945, accolti con estrema gioia dai cittadini bolognesi.
Nel dopoguerra, Il 15 ottobre 1945, il Gruppo di combattimento "Friuli", riprese il nome di Divisione di fanteria "Friuli", mantenendo inizialmente i Reggimenti 87º e 88º Fanteria e 35º Artiglieria da campagna, il 120º Battaglione misto genio e reparti minori con il comando di divisione spostato a Bolzano alle dipendenze del IV Comando militare territoriale e alla fine degli anni quaranta a Firenze alle dipendenze del VII Comando militare territoriale di Firenze, assumendo nei ranghi il 78º Reggimento fanteria "Lupi di Toscana", per passare poi nel corso degli anni cinquanta alle dipendenze del VI Corpo d'armata di Bologna, costituito dalla Divisione di fanteria "Friuli" la cui sede di comando era Firenze e dalla Divisione fanteria "Trieste" la cui sede di comando era Bologna.

### Brigata fanteria "Friuli"
La conformazione organica nell'Esercito italiano è però modificata nel tempo e il 15 aprile 1960, è ridotta a Brigata, con la denominazione di Brigata di fanteria "Friuli", con sede a Firenze, modificando la conformazione organica, con la perdita dei reggimenti tradizionali 87º e 88º fanteria e assumendo nei ranghi il Battaglione corazzato "Friuli", il Gruppo artiglieria da campagna "Friuli", la Compagnia Genio pionieri, la Compagnia Trasmissioni e la Sezione Aerei Leggeri "Friuli" su velivoli L-21A. Contemporaneamente anche la Divisione fanteria "Trieste" venne ridotta a Brigata con la denominazione di Brigata fanteria "Trieste". Perde i reggimenti tradizionali assumendo nei ranghi il Battaglione Corazzato "Friuli", il Gruppo Artiglieria da Campagna "Friuli", la Compagnia Genio pionieri e la Compagnia Trasmissioni.
Ordine di battaglia dopo il 1961
- 78º Reggimento fanteria "Lupi di Toscana"
- XIX Battaglione Corazzato
  - 1ª Compagnia carri - M26 Pershing
  - 2ª Compagnia carri - M26 Pershing
  - 3ª Compagnia Meccanizzata - M113
- Gruppo artiglieria da campagna "Friuli"
- Gruppo artiglieria controaerei leggera "Friuli" - M 1 da 40/56
- Sezione Aerei Leggeri "Friuli" - L-21A
- Compagnia Genio pionieri "Friuli"
- Compagnia trasmissioni "Friuli"

Nel 1966 la Brigata "Friuli"  prese parte alle operazioni di soccorso alla popolazione fiorentina in occasione dell'alluvione che il 4 novembre di quell'anno colpì il capoluogo toscano.
Nel corso degli anni la 1ª e la 2ª Compagnia carri del XIX battaglione corazzato vennero riequipaggiate con gli M47 Patton che sostituirono gli M26 Pershing mentre il Gruppo artiglieria da campagna "Friuli" venne equipaggiato con gli obici M114 da 155/23 e la Sezione Aerei Leggeri vide la sostituzione degli L-21A con gli L-21B.
Dopo lo scioglimento del VI Corpo d'armata, avvenuto il 1º aprile 1972 la brigata di fanteria "Friuli" "è passata alle dipendenze della VII Comando militare territoriale - Regione Militare "Tosco-Emiliana" costituitosi in seguito all'unificazione del VI Comando militare territoriale di Bologna e del VII Comando militare territoriale di Firenze.
La conformazione organica della brigata rimase immutata fino alla riorganizzazione dell'esercito del 1975.

### Brigata motorizzata "Friuli"
Con la ristrutturazione dell'Esercito, dal 23 settembre 1975 assunse il nome di Brigata motorizzata "Friuli",, alle dipendenze della Regione Militare "Tosco-Emiliana, inquadrando nei suoi ranghi i Battaglioni di Fanteria 78° "Lupi di Toscana", 87° "Senio" e 225° "Arezzo", il 19º Battaglione Corazzato "M.O. Tumiati", il 35º Gruppo Artiglieria da Campagna "Riolo" ed il Battaglione Logistico "Friuli" e la compagnia Trasmissioni diventa Reparto Comando e trasmissioni "Friuli".
Diviene alle dipendenze della Regione Militare "Tosco-Emiliana".
 Brigata motorizzata "Friuli"
- Reparto comando e trasmissioni "Friuli" (Firenze)
- 35º Battaglione fanteria motorizzato "Pistoia" (quadro, Pistoia)
- 78º Battaglione fanteria motorizzato "Lupi di Toscana" (Scandicci FI)
- 87º Battaglione fanteria "Senio" (Pistoia)
- 225º Battaglione fanteria motorizzato "Arezzo" (Arezzo)
- 77º Battaglione fanteria addestramento reclute "M.O. Mattei" (Bologna)
- 19º Battaglione corazzato "M.O. Tumiati" (Firenze)
- Compagnia controcarri "Friuli" (Scandicci FI)
- 35º Gruppo artiglieria da campagna "Riolo" (Pistoia)
- Compagnia Genio Pionieri "Friuli" (Firenze)
- Battaglione logistico "Friuli" (Coverciano FI)

La brigata mantiene la medesima configurazione anche nel corso degli anni ottanta.
Il 1º gennaio 1986 la "Friuli", unitamente alla Brigata paracadutisti "Folgore" ed a reparti di volo dell'Aviazione Leggera dell'Esercito, entrava nella Forza d'intervento rapido (FIR), unità militare interforze costituita da unità specializzate delle Forze armate italiane, costituita per intervenire con immediatezza contro minacce interessanti l'intero territorio nazionale. La FIR poteva inoltre fornire aliquote di forze per compiti connessi con la sicurezza internazionale, quali la formazione di un contingente di pace o di una forza di sicurezza. La Brigata ne avrebbe continuato a farne parte anche dopo la sua riconfigurazione da Brigata motorizzata a Brigata meccanizzata

### Brigata meccanizzata "Friuli"
La brigata il 1º giugno 1991 venne rinominata Brigata meccanizzata "Friuli", in seguito alla ridenominazione della Brigata meccanizzata "Trieste" di cui venivano assorbiti alcuni reparti, divenne Brigata meccanizzata "Friuli" su Comando, Reparto Comando e Trasmissioni, 66º Battaglione fanteria meccanizzata "Valtellina", 78º Battaglione fanteria meccanizzata "Lupi di Toscana", 225º Battaglione fanteria "Arezzo", 10º Battaglione bersaglieri "Bezzecca", 11º Battaglione carri "M.O. Calzecchi", 21º Gruppo artiglieria da campagna semovente "Romagna", Battaglione Logistico, Reparto Sanità (quadro) e reparti minori; il comando venne trasferito da Firenze a Bologna, che era la sede della Brigata "Trieste". Il 21 settembre dello stesso anno al reparto venne conferita la cittadinanza onoraria di Udine, di cui porta nello stemma araldico il castello.
 Brigata meccanizzata "Friuli" nel 1991
- Reparto comando e supporti tattici (Bologna)
- 66º Battaglione fanteria meccanizzata "Valtellina"
- 78º Battaglione fanteria meccanizzata "Lupi di Toscana"
- 225º Battaglione fanteria "Arezzo"
- 10º Battaglione bersaglieri "Bezzecca"
- 11º Battaglione carri "M.O. Calzecchi"
- 21º Gruppo artiglieria da campagna semovente "Romagna"
- Battaglione logistico
- Reparto sanità (quadro)
- Compagnia genio guastatori

Provenivano dalla Brigata meccanizzata "Trieste" il 66º Battaglione fanteria meccanizzata "Valtellina" di stanza a Forlì, 11º Battaglione carri "M.O. Calzecchi" di stanza a Ozzano Emilia e il Battaglione Logistico di stanza a Budrio.
Il 7 gennaio 1992 caddero a seguito dell'abbattimento dell'elicottero sul quale volavano, impegnati per conto dell'European Community Monitor Mission (ECMM), il tenente colonnello Enzo Venturini, i marescialli capo Silvano Natale e Fiorenzo Ramacci e il sergente maggiore Marco Matta, tutti decorati di medaglia d'oro al valor militare. Insieme a loro volava anche il Lieutenant de vaisseau (Tenente di Vascello) della Marine nationale francese Jean-Loup Eychenne, che perse anche lui la vita. L'elicottero AB-205 sul quale volavano venne abbattuto da parte di due MIG-21 dell'aviazione iugoslava, a Podrute.
Dal 18 settembre 1992 l'11° divenne 4º Reggimento carri (inquadrando l'11º Battaglione carri "M.O. Calzecchi") e nello stesso periodo gran parte delle altre unità sono elevate a rango di reggimento per cui al 1º gennaio 1993 la Brigata comprendeva: Comando, Reparto Comando e Trasmissioni, 78º Reggimento fanteria "Lupi di Toscana", 6º Reggimento bersaglieri, 4º Reggimento carri, 225º Reggimento "Arezzo", 66º Battaglione Meccanizzato "Valtellina", 21º Gruppo Artiglieria Semovente "Romagna", Battaglione Logistico, Compagnia Genio Guastatori, Reparto Sanità (quadro).
Nel settembre 1993 il Reparto Comando ha inglobato la Compagnia Genio trasformandosi in Reparto Comando e Supporti Tattici con sede a Bologna. A sua volta il 4º Reggimento carri divenne 33º Reggimento carri, il 66º Battaglione Fanteria divenne 66º Reggimento Fanteria "Trieste", il 21º Gruppo diviene 21º Reggimento Artiglieria da Campagna Semovente "Trieste" e il 225º Reggimento "Arezzo" è transitato alle dipendenze del Comando Regione e venne sostituito dal 121º Reggimento fanteria "Macerata".
Nel 1992, nel 1994, nel 1995 e nel 1996, la Brigata prese parte all'operazione Vespri siciliani in Sicilia, per il mantenimento dell'ordine pubblico, con il RE.CO.SU.TAT. di Bologna nella città di Palermo (tra i siti sensibili, la residenza della Fam.  Borsellino e il tribunale di Palermo), con il 66º Reggimento "Trieste", con il 78º Reggimento "Lupi di Toscana" e la Compagnia Genio guastatori Friuli comandata dal Capitano Massimo Scala,  impegnato nelle cittadine di Sciacca (AG) e Gela (CL) e con il 6º Reggimento bersaglieri, impegnato dal 9 febbraio al 25 marzo 1994, nel settore di Caltanissetta e dall'11 giugno al 25 luglio 1994 nelle zone di Piazza Armerina, Enna e Nicosia.
Nello stesso periodo il 66º Reggimento fanteria "Trieste", 78º Reggimento fanteria "Lupi di Toscana" e il 6º Reggimento bersaglieri prendevano parte alla missione ONU UNOSOM II in Somalia. Il 6 febbraio 1994, a seguito di un agguato, sulla strada tra Balad e Mogadiscio, durante la missione UNOSOM II, "Ibis 2" in Somalia cadde il tenente Giulio Ruzzi, 28 anni, di Roma, in servizio nel 66º Reggimento fanteria "Trieste".
Dall'aprile al luglio 1997 la "Friuli" prese quindi parte alla Missione Alba in Albania, nella zona di Valona, venendo mobilitata dal marzo all'ottobre dell'anno successivo a Sarajevo (Bosnia ed Erzegovina) per l'operazione Constant Forge.
Nel 1995 viene sciolto il 78º Reggimento fanteria "Lupi di Toscana" e nel corso degli anni novanta la brigata ha perso il 33º Reggimento carri, passato in forza alla Brigata corazzata "Ariete" e nel 1997 il 121° "Macerata" assumendo però nei suoi ranghi il 3º Reggimento "Savoia Cavalleria". Nello stesso anno in seguito ad un processo di riorganizzazione dell'Esercito Italiano il III Corpo d'armata, nell'ambito dei provvedimenti connessi con l'attuazione del Nuovo modello di difesa, dal 1º ottobre 1997 venne riconfigurato nel Comando Forze Operative di Proiezione (COMFOP) costituito da reparti caratterizzati da alta mobilità e prontezza di impiego. La Brigata meccanizzata "Friuli" entrò a far parte della Forza operativa di proiezione che era costituita oltre che dalla Brigata "Friuli", dalla Brigata bersaglieri "Garibaldi" e dalla Brigata paracadutisti "Folgore" supportate dal 10º Reggimento genio guastatori, dal 3º Reggimento Cavalleria dell'Aria "Aldebaran", dal 33º reggimento logistico di manovra "Ambrosiano",facenti parte del comando unità di supporto "Legnano" ex Brigata meccanizzata "Legnano"" con sede a Bergamo], dal Reggimento lagunari "Serenissima", dal 26º reggimento "Bergamo" e dal 121º reggimento "Macerata".
 Brigata meccanizzata "Friuli" dal 1997 sotto il Comando Forze Operative di Proiezione (COMFOP)
- Reparto comando e supporti tattici "Friuli" (Bologna)
- 66º Reggimento fanteria "Trieste" (Forlì)
- 6º Reggimento bersaglieri (Bologna)
- 3º Reggimento "Savoia Cavalleria" (Grosseto)
- 21º Reggimento artiglieria (Bologna)
- 5º Reggimento aviazione dell'Esercito "Rigel" (Casarsa PN)
- 7º Reggimento aviazione dell'Esercito "Vega" (Rimini)
- Reparto sanità "Friuli" (Bologna)
- Battaglione logistico "Friuli" (Budrio BO)

### Brigata aeromobile "Friuli"
Alla fine degli anni novanta venne avviata la trasformazione da brigata meccanizzata a brigata aeromobile con lo scioglimento di alcuni reparti che la costituivano e l'inquadramento di nuovi reparti operativi.

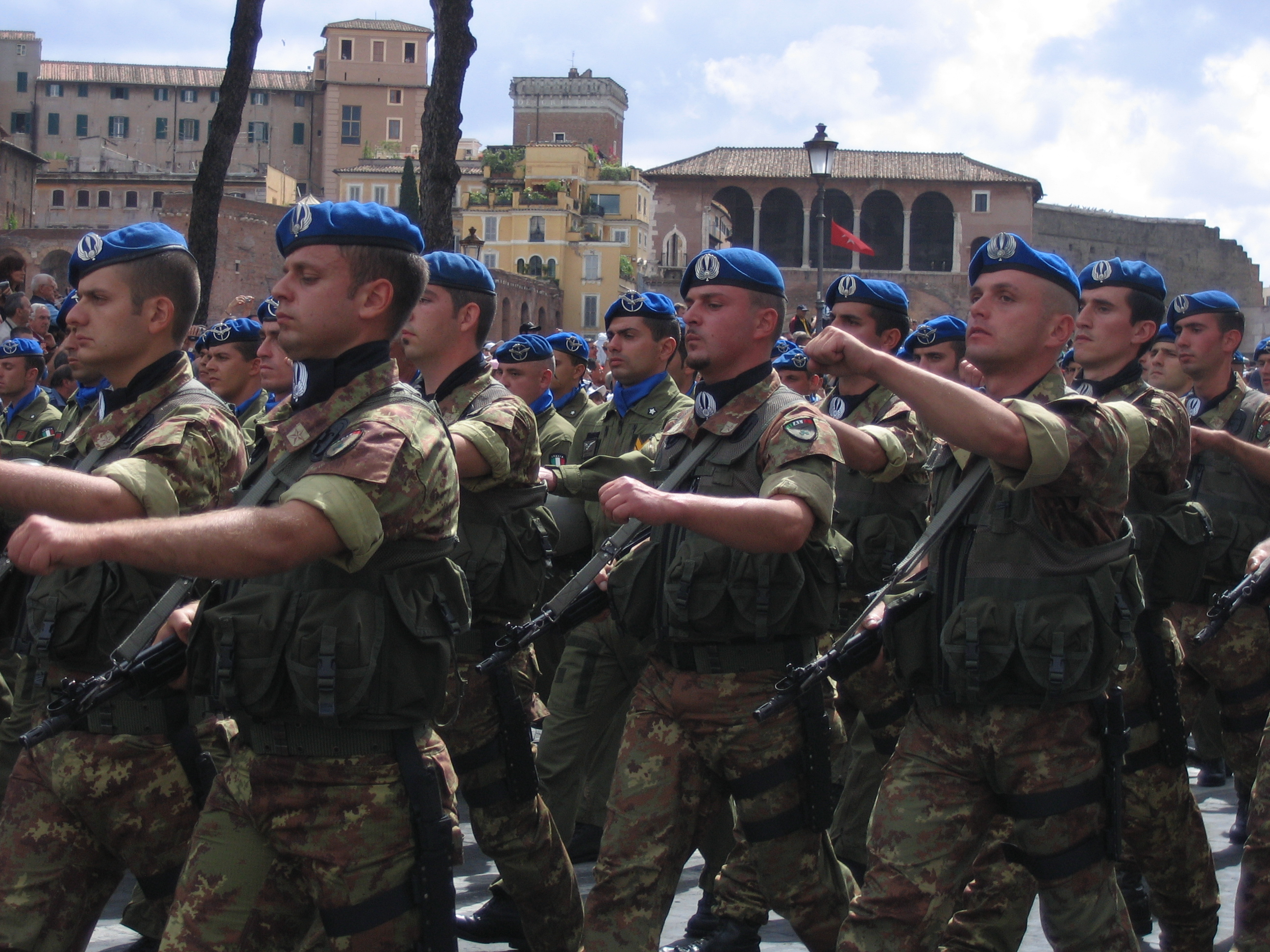
Reparto di fanteria aeromobile della brigata in sfilata per la Festa della Repubblica

Con l'avvio della trasformazione della Brigata da meccanizzata ad aeromobile, l'unità si vide assegnato, a partire dal 1º gennaio 1999, il 7º Reggimento AVES "Vega" di Rimini. Dal 15 ottobre di quello stesso anno al 12 aprile 2000 la Brigata costituì la struttura portante e di comando della forza NATO impiegata nella "Communication Zone West" (zona di comunicazione occidentale) della Kosovo Force in Albania, nell'ambito dell'operazione "Joint Guardian". Il 1º dicembre 2000 la Forza Operativa di Proiezione viene riconfigurata in comando di pianificazione, cedendo le sue pedine operative al 1º e al 2º COMFOD. e la Brigata "Friuli" venne inquadrata nel 1º Comando delle forze di difesa di Vittorio Veneto.
Il passaggio a brigata aeromobile venne ufficializzato il 1º maggio del 2000 con l'acquisizione del 5º Reggimento AVES "Rigel" di Casarsa della Delizia e il cambio di nome in Brigata aeromobile "Friuli". Questa speciale circostanza portò anche alla sostituzione del tradizionale stemma della brigata che fino a quel momento era costituito da uno scudo sannitico di colore rosso (il colore tradizionale della fanteria italiana), caricato con il disegno in oro di una città murata che rappresenta la città di Cividale del Friuli che venne fondata da Giulio Cesare con il nome di Forum Iulii, da cui deriva il nome della regione Friuli. Il nuovo scudo è di colore azzurro (lo stesso colore di quello della brigata paracadutisti Folgore) bordato di rosso (a significare che la brigata comprende un reggimento di fanteria) e che riporta le ali bianche stilizzate (come la brigata Folgore), simbolo della mobilità aerea assieme al tradizione simbolo della città nata come Forum Iulii.
Nel 2004 si è completato il processo di riconversione da unità meccanizzata in aeromobile..
A seguito di un incidente avvenuto il 9 agosto 2001 in Kosovo in cui due soldati della Brigata alpina "Taurinense" persero la vita precipitando da un elicottero di altra Forza armata (probabilmente per fraintendimento di ordini), la "Friuli" è stata l'unica unità abilitata al rilascio delle certificazioni per l'elitrasporto tattico. La Brigata nel 2002 perse il 6º Reggimento bersaglieri che fu posto in posizione quadro.
La Brigata ha costituito dal 6 settembre al 20 dicembre 2004 l'"Italian Joint Task Force Iraq" a Nasiriyya nell'ambito dell'Operazione Antica Babilonia. 

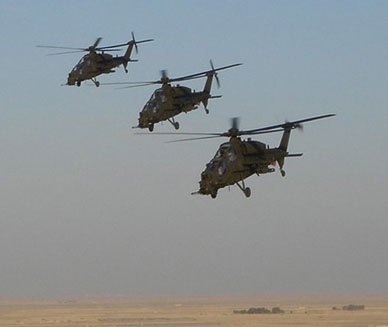
L'unità è equipaggiata con gli elicotteri da esplorazione e scorta A129 "Mangusta"

Dal 23 aprile al 9 ottobre 2008 la Brigata "Friuli" costituì il Regional Command West di Herat nell'ambito dell'operazione ISAF in Afghanistan e, dal 6 novembre 2009 al 6 maggio 2010, ha costituito la Joint Task Force Lebanon, con la responsabilità del settore ovest di UNIFIL, nell'ambito dell'operazione Leonte 7 in Libano.
Sino a metà del 2013, la Brigata "Friuli" mantenne alle sue dipendenze un reparto comando e supporti tattici, a livello di battaglione, e quattro reggimenti:
- 66º Reggimento fanteria aeromobile Trieste
- 5º Reggimento Aviazione Esercito Rigel
- 7º Reggimento Aviazione Esercito Vega
- Reggimento Savoia" Cavalleria (3°)

In aderenza alla Delega al Governo per la revisione dello strumento militare nazionale (A.C. 5596), di prevista attuazione già a partire dall'anno 2013 e in previsione della contrazione dell'organico delle Forze armate, la Brigata viene riconfigurata:
- il 6 Reggimento trasporti di Budrio (BO) viene rinominato in Reggimento Logistico Friuli;
- il 3º Reggimento Savoia Cavalleria di Grosseto viene ceduto alla Brigata paracadutisti "Folgore";
- passa alle dipendenze della Divisione "Friuli" ricostituita a Firenze, con contestuale chiusura del 1º Comando delle forze di difesa di Vittorio Veneto, e per ridenominazione della Divisione Mantova (dal 1º luglio 2019 nuovamente ridenominata in Divisione "Vittorio Veneto").

Dall'aprile 2015 all'ottobre 2015 la Brigata aeromobile "Friuli" è stata impiegata nell'ambito dell'operazione "LEONTE XVIII" in Libano.
Dal 1º gennaio 2016 il Reggimento Logistico "Friuli" viene riconfigurarto come 6º Reggimento Logistico di Supporto generale, che in ottobre passa al comando supporti logistici del COMFOTER Supporto.
Dal 25 febbraio 2022 la Brigata passa alle dipendenze del Comando Aviazione Esercito.

## I comandanti
Brigata "Friuli" (1884-1926)
- Maggior generale Ottone Tournon
- Maggior generale Federico Bosco di Ruffino
- Maggior generale Antonio Gandolfi
- Maggior generale Francesco Garra
- Maggior generale Antonio Boselli
- Maggior generale Ugo Brusati
- Maggior generale Giovanni Bertoldo
- Maggior generale Augusto Matarelli
- Maggior generale Giovanni Bertoldo
- Maggior generale Giuseppe Fadda
- Maggior generale Giovanni Turletti
- Maggior generale Gustavo Fara
- Maggior generale Vittorio Martinelli
- Colonnello Giovanni Sirombo
- Col. brig. Costantino Bruno
- Col. brig. Carlo Gianinazzi
- Col. brig. Eugenio Barbarich
- Colonnello Carlo Giordana
- Generale di brigata Ruggiero Santini
- Generale di brigata Ezio Zanetti

Brigata di fanteria "Friuli" (1960-75)
- Generale di brigata Ezio Pistotti
- Generale di brigata Enzo Terni
- Generale di brigata Renato Rebecchi
- Generale di brigata Nicolò Perniciaro
- Generale di brigata Silvio Di Silvio
- Generale di brigata Arturo Siracusa
- Generale di brigata Nicola De Nicolò
- Generale di brigata Vittorio Casassa
- Generale di brigata Mario Moschera
- Generale di brigata Vittorio Rastelli
- Generale di brigata Sante Giustino

Brigata motorizzata "Friuli" (1975-91)
- Generale di brigata Sante Giustino
- Generale di brigata Elio Cappelli
- Generale di brigata Roberto Coppola
- Generale di brigata Giuliano Giovannelli
- Generale di brigata Luigi Zanetti
- Generale di brigata Giorgio Malorgio
- Generale di brigata Mario Piccione
- Generale di brigata Giovanni Civita
- Generale di brigata Mario Ferrari
- Generale di brigata Gianfranco Baldini
- Generale di brigata Luigi Campagna
- Generale di brigata Francesco Punzo
- Generale di brigata Guido Bellini

Brigata meccanizzata "Friuli" (1991-2000)
- Generale di brigata Ezio Piperni
- Colonnello Umberto Calamida (in sede vacante)
- Generale di brigata Antonio Catena
- Generale di brigata Matteo Facciorusso
- Generale di brigata Guido Caruso
- Generale di brigata Nicola Gallippi
- Generale di brigata Girolamo Giglio
- Brigadier generale Luigi Chiavarelli
- Brigadier generale Giacomo Guarnera

Brigata Aeromobile "Friuli" (dal 2000 sino ad oggi)
- Brigadier generale Giacomo Guarnera.
- Brigadier generale Enzo Stefanini.
- Generale di brigata Giangiacomo Calligaris.
- Generale di brigata Francesco Arena.
- Generale di brigata Luigi Francavilla.
- Generale di brigata Filippo Camporesi.
- Generale di brigata Antonio Bettelli.
- Generale di brigata Salvatore Cuoci.
- Generale di brigata Paolo Riccò.
- Generale di brigata Salvatore Annigliato.
- Generale di Brigata Stefano Lagorio.
- Generale di Brigata Massimiliano Belladonna.
- Colonnello  Loreto Bolla

## Lo scudetto
Scudo a sfondo celeste (color del cielo) con all'interno un castello dorato stilizzato sormontato da un rotore bianco che dà la connotazione di Aeromobile.
Il castello dorato è il simbolo della città di Udine, capoluogo della Regione Friuli che dà il nome alla Brigata. Tuttavia la forma del castello rappresentato ricorda quello di Cividale, città che venne fondata da Giulio Cesare con il nome di Forum Juli, e proprio da tale nome trae origine il nome della regione Friuli e quindi della brigata.

## Operazioni nazionali e fuori area
Brigata meccanizzata "Friuli" e Brigata aeromobile "Friuli"
Operazioni nazionali:
- 1º agosto - 7 settembre 1992: Operazione "Vespri Siciliani", in concorso al controllo del territorio, nelle provincie di Agrigento e Caltanissetta.
- 11 febbraio - 22 marzo 1993: Operazione "Vespri Siciliani", in concorso al controllo del territorio, nelle provincie di Agrigento e Caltanissetta.

Operazioni fuori area:
- settembre 1993 - marzo 1994: Missione ONU "IBIS 2" in Somalia in cui partecipa con due reggimenti (78º rgt.f. “Lupi di Toscana” e 6º rgt. Bersaglieri)
- aprile-luglio 1997: Operazione "ALBA" nell'area di Valona in Albania
- marzo-ottobre 1998: Operazione "Constant Forge" in Bosnia ed Erzegovina quale "Brigata Multinazionale Nord" con sede a Sarajevo
- 15 ottobre 1999 - 12 aprile 2000: Operazione "Joint Guardian" in Albania quale struttura portante e di comando NATO impegnata nella "Communication Zone West" di KFOR
- 6 settembre 2004 - 20 dicembre 2004: Operazione "Antica Babilonia" a Nassiriya in Iraq nella quale la Brigata costituisce la base dell'Italian Joint Task Force Iraq. (In questa missione il 66º Rgt. Fanteria Aeromobile "Trieste" guadagna la medaglia d'argento al valor militare consegnata alla Bandiera di Guerra dal CSM Difesa nella cerimonia per il rientro dalla missione "ISAF" il 22 ottobre 2008)
- 22 aprile 2008 - 19 ottobre 2008: Operazione "ISAF" ad Herat in Afghanistan nella quale la Brigata ha guidato il Regional Command West nell'ambito dell'operazione.
- 10 novembre 2009 - 7 maggio 2010: Operazione "UNIFIL" a Tibnin in Libano nella quale la Brigata ha guidato il "Settore Ovest" nell'ambito della missione.

La Brigata aeromobile "Friuli" fornisce inoltre assetti di elicotteri, da combattimento e multiruolo, in Libano, Kosovo e Afghanistan.

## I caduti in servizio
10 giugno 2002
Deceduto a seguito di un incidente avvenuto, durante la manovra di un camion militare, nella sede di Bologna
- Giuseppe Atzeri, 1º caporal maggiore, 22 anni, nato a Domus de Maria, in provincia di Cagliari, volontario.

31 maggio 2005
Precipitati a bordo di elicottero, a causa di condizioni meteorologiche avverse, nei pressi di Nassiriya, durante l'Operazione Antica Babilonia in Iraq

I militari sono citati con il grado superiore conseguito ad honorem.
- Giuseppe Lima, colonnello, 39 anni, nato a Roma, pilota.
- Marco Briganti, maggiore, 33 anni, nato a Forlì, pilota.
- Massimiliano Biondini, 1º maresciallo, 33 anni, Bagnoregio, mitragliere di bordo.
- Marco Cirillo, maresciallo capo, 29 anni, nato Viterbo, mitragliere di bordo.

26 gennaio 2006
Deceduti a seguito di un tamponamento stradale
- Giuseppe Perna, capitano, anni 31 nato a Caserta, (l'Ufficiale era rientrato da qualche ora dall'Iraq dov'era impiegato nell'ambito dell'Operazione Antica Babilonia).
- Francesco Papadia, caporal maggiore scelto, 26 anni, nato a Galatina Lecce.
- Massimiliano Calisti, 1º caporal maggiore, 28 anni, nato a Palermo.

16 dicembre 2008
Deceduto durante un'attività addestrativa, presso l'Aeroporto Militare "Vassura" di Rimini
- Fabio Di Giovanni, caporal maggiore, di 22 anni, nato a Montegualtieri frazione di Cermignano, in provincia di Teramo[17].

20 febbraio 2012
Deceduti a seguito di un incidente stradale, a 20 km circa da Shindand (Afghanistan), nell'ambito dell'International Security Assistance Force

Muoiono annegati intrappolati all'interno di un veicolo Lince, ribaltatosi attraversando un fiume, mentre effettuavano un'operazione di soccorso.
- Francesco Currò, caporal maggiore capo, nato il 27 febbraio 1979 a Messina.
- Francesco Paolo Messineo, 1º caporal maggiore, nato il 23 maggio 1983 a Palermo.
- Luca Valente, 1º caporal maggiore[19], nato l'8 gennaio 1984 a Gagliano del Capo (Lecce).